# Миннярово
Миння́рово (тат. Меңнәр) — деревня в Актанышском районе Республики Татарстан. Входит в Аккузовское сельское поселение.

## Этимология
Топоним произошёл от микроэтнонима татарского присхождения «меңнәр» (Минляр, минняр).

## География
Деревня расположена в Восточном Закамье на реке Сюнь, в 6 км к северо-востоку от центра поселения, села Аккузово, в 14 км к югу от районного центра, села Актаныш, вблизи административной границы республик Татарстан и Башкортостан.

## История
В исторических документах встречаются названия деревни Менляр, Миннярова, Минлярова.
В XVIII веке и вплоть до 1860-х годов (по другим сведениям, до начала XX века) жители относились к сословиям башкир-вотчинников (Булярской волости). Деревня уже с V ревизии 1795 года отличалась сословной неоднородностью: дворы принадлежали тептярям, башкирам и ясачным татарам. Последующие ревизии 1811, 1834, 1859 годов фиксируют в ней жителей тептярского и башкирского сословий. В 1912–1913 годах было 48 башкир-вотчинников и 773 тептяря. 
«Сведения 1870 года» свидетельствуют о наличии в деревне мечети и училища. Жители, помимо скотоводства и земледелия, занимались пчеловодством и сапожничеством.

## Население
| 1795 | 1859 | 1870 | 1884 | 1897 | 1906 | 1913 | 1920 | 1926 | 1938 | 1949 | 1958 | 1970 | 1979 | 1989 | 2002 | 2010 | 2015 |
| ---- | ---- | ---- | ---- | ---- | ---- | ---- | ---- | ---- | ---- | ---- | ---- | ---- | ---- | ---- | ---- | ---- | ---- |
| 175  | 440  | 505  | 551  | 699  | 761  | 821  | 818  | 692  | 624  | 380  | 367  | 516  | 434  | 279  | 270  | 267  | 243  |

Национальный состав
Согласно результатам переписи 2002 года, в национальной структуре населения села татары составляли 100%.

### Комментарии
1. ↑  Расстояние измерено с помощью инструментария Яндекс.Карты